# 守屋源次郎

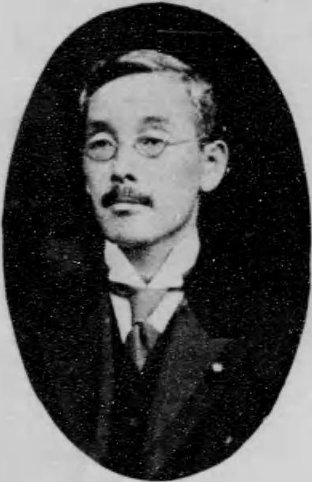
守屋源次郎

守屋 源次郎（もりや げんじろう、1877年（明治10年）12月27日 - 1939年（昭和14年）10月30日）は、日本の官僚、教育者。政友会系官選茨城県知事（25代）。

## 経歴
京都府で守屋萬次郎とスマの長男として生まれる。第二高等学校を経て、1902年、東京帝国大学法科大学政治学科を卒業。大蔵省に入省し専売局属兼大蔵属となる。1903年10月20日、文部省外国留学生として欧州へ出発し経済学を3年間学んだ。1906年12月12日に帰国。長崎高等商業学校教授に転じた。1909年11月、文官高等試験行政科試験に合格。1911年10月20日、外務省に移り参事官に就任し、政務局第三課兼第一課勤務となる。
1913年3月8日、鉄道院に転じ総裁秘書兼同院参事に就任。1919年6月23日に休職となった。
1919年9月27日、茨城県内務部長に就任。1920年5月の第14回衆議院議員総選挙において力石雄一郎知事と共に政友会の勝利に貢献し、1921年5月に茨城県知事に昇格。大正自由教育運動に反対し圧迫を加えた。1923年9月に実施の県会議員選挙に関して、県会に選挙区の分区（小選挙区）を提案し可決させ、さらに選挙干渉を行って政友会を勝利に導いた。また、千波湖・江戸崎入の干拓事業、県是製糸株式会社設立、工業試験場・繭糸市場設置などを推進した。1923年10月25日、知事を休職。同年11月3日、依願免本官となり退官した。
退官後は、阪和電気鉄道顧問を務めた。

## 栄典
- 1907年（明治40年）3月20日 - 正七位[18]
- 1911年（明治44年）8月24日 - 勲六等単光旭日章[19]
- 1913年（大正2年）5月1日 - 正六位[20]
- 1916年（大正5年）11月29日 - 勲五等瑞宝章[21]
- 1918年（大正7年）5月30日 - 従五位[22]
- 1921年（大正10年）
  - 7月11日 - 正五位[23]
  - 7月29日 - 勲四等瑞宝章[24]